# Dansk Magasinpresses Udgiverforening
Dansk Magasinpresses Udgiverforening er en dansk brancheorganisation for Danmarks tre største bladudgivere. Foreningen har tre medlemmer: Aller Press, Egmont Magasiner og Bonnier Publications.
Formålet for organisationen er at at varetage medlemmernes fælles interesser overfor det politiske system, at samarbejde om fælles interesser i forholdet til offentligheden og at samarbejde med relevante bladorganisationer i ind- og udland. Organisationen er bl.a. udgivernes repræsentant i Dansk Oplagskontrol.